# A Shot in the Dark
A Shot in the Dark (bra: Um Tiro no Escuro; prt: Um Tiro às Escuras) é um filme estadunidense de 1964, do gênero comédia, dirigido por Blake Edwards, com roteiro de William Peter Blatty e Blake Edwards baseado na peça teatral de Marcel Achard e Harry Kurnitz. A trilha sonora do filme é de Henry Mancini.

## Sinopse
O Inspetor Clouseau é chamado para ir a casa de um milionario, Benjamin Ballon, e investigar o assassinato de seu motorista. O motorista estava tendo um romance com a empregada, Maria Gambrelli, que alega que ele batia nela. Embora todos os indícios apontem para Gambrelli como a assassina, Clouseau teimosamente se recusa a admitir que ela é culpada, já que acabou se apaixonando loucamente por ela. Para que os verdadeiros culpados mantenham a verdade oculta do chefe de Clouseau, Comissário Charles Dreyfus, acabam cometendo mais assassinatos. Cada vez que há um homicídio, Maria está na cena do crime, e cada um ocorre quando Closeau a liberta. Clouseau está sempre no lugar errado na hora certa e acaba sendo detido por policiais quatro vezes de uma maneira rápida: primeiro, por vender balões sem uma licença e, em seguida, por vender pinturas sem uma licença e, mais uma vez, por caçar sem uma licença, e finalmente por nudez pública, após deixar uma colônia nudista sem suas roupas.
Como Clouseau continua a estragar o caso, o Comissário Dreyfus se torna cada vez mais agitado, resultando que ele acaba acidentalmente amputando o seu próprio dedo polegar e se cortando acidentalmente com uma faca. Uma misteriosa pessoa começa a perseguir Clouseau, tentando matá-lo, mas acidentalmente acaba matando um porteiro, assim como dois clientes e um cossaco dançarino. Clouseau reúne todos os suspeitos, e acaba descobrindo que todos eles são culpados de assassinato, exceto um, que foi um chantagista, e Maria, que é inocente de qualquer crime. Os culpados tentam fugir no carro de Closeau, que acaba explodindo, e o anônimo assassino é revelada como o Comissário Dreyfus, que acabou enlouquecendo pelos erros de Closeau e, na tentativa de matá-lo, acabou matando acidentalmente os verdadeiros assassinos.

## Elenco
- Peter Sellers.... Jacques Clouseau
- Elke Sommer.... Maria Gambrelli
- George Sanders.... Benjamin Ballon
- Herbert Lom.... Charles Dreyfuss
- Tracy Reed.... Dominique Ballon
- Graham Stark.... Hercule Lajoy
- Moira Redmond.... Simone
- Vanda Godsell.... Madame LaFarge
- Maurice Kaufmann.... Pierre
- Ann Lynn.... Dudu
- David Lodge.... Georges
- André Maranne.... François
- Martin Benson.... Maurice
- Burt Kwouk.... Kato
- Douglas Wilmer.... Henri LaFarge

## Principais prémios e nomeações
- Recebeu uma nomeação ao BAFTA, na categoria de melhor guarda-roupa pt/figurino br - a cores (Margaret Furse).